# الجدول الزمني لليونان القديمة
هذا جدول زمني لليونان القديمة من نشأتها حوالي 800 ق.م إلى خضوعها للإمبراطورية الرومانية في 146 ق.م.
لـ أوقات سابقة، انظر العصور المظلمة اليونانية، حضارات بحر إيجة واليونان الموكيانية.
```
لـ أوقات لاحقة، انظر 
اليونان الرومانية
 
والإمبراطورية البيزنطية
 
واليونان العثمانية
.
```

من أجل اليونان الحديثة بعد 1820، أنظر الجدول الزمني لليونان الحديثة.

## اليونان العتيقة

### اليونان العتيقة(800 ق.م – 480 ق.م)
- 776 ق.م: هو التاريخ التقليدي لأول ألعاب أولمبية قديمة.
- 757 ق.م: بدأت الحرب الميسينية الأولى. (التاريخ مختلف عليه بين جيروم باوسانياس وديودورس، هذا التقدير مبني على قراءة قوائم ملوك اسبرطة لديودورس ووصف الحرب لباوسانياس).
- 757 ق.م: تم تقليل مدة منصب الأركون لعشرة سنوات. ويحصل أعضاء الأسرة الحاكمة على هذا المنصب بدءا بتشاروبس. (مؤرخ من قبل باوسانياس)
- 756 ق.م: تم تسكين كيزيكوس من الأيونيين.
- 754 ق.م: يُتوج بوليدوروس ملكاً على أسبرطة.
- 743 ق.م: تم تأسيس ريدجو كالابريا بواسطة الأوابيين.
- 740 ق.م: تم تأسيس زانكل بواسطة الأوابيين.
- 738 ق.م: التاريخ البديل لنهاية الحرب الميسينية الأولى.
- 737 ق.م: انضم ريدجو كالابريا وزانكل في اتحاد تحت زانكل.
- 735 ق.م: يفر بيرديكاس الأول من آرغوس إلى مقدونيا ويفتح البلاد.
- 734 ق.م: بوليدوروس يرسل المستعمرين إلى إيطاليا.
- 734 ق.م: تأسيس سرقوسة من قبل كورنث و تينيا[الإنجليزية].
- 733 ق.م: تأسيس ناكسوس[الإنجليزية] من قبل الأوابيين.
- 733 ق.م: تأسيس ميغارا هيبلايا من قبل الميغاريين.
- 732 ق.م: تم تقسيم وابية بين خالكيذا وإريتريا بسبب الخلافات بينهما.
- 731 ق.م: تأسيس سيجايون[الإنجليزية] من قبل الميتيلينين.
- 731 ق.م: تأسيس قطانية من قبل الخالكيذين.
- 730 ق.م: تأسيس كورفو من قبل الكورنثيين.
- 730 ق.م: تأسيس لنتيني من قبل ناكسوس وتحت حكم الطاغية إيوركايس[الإنجليزية].
- 730 ق.م: تم ترك ميغارا هيبلايا واستقر المستوطنون في لنتيني.
- 728 ق.م: تم طرد مستوطني ميغارا هيبلايا من لنتيني ورجوعهم إلي ميغارا هيبلايا مرة أخرى.
- 727 - 717 ق.م: هيبومينيس[الإنجليزية]، آركون أثينا، يقتل الزاني بابنته عن طريق ربطه بمركبته الحربية ومن ثم قام بحبس ابنته في الداخل مع حصان حتى تموت. (باوسانياس وأرسطو).
- حوالي 725 ق.م: حرب ليلانتين بين خالكيذا وإريتريا. العديد من المدن اليونانية متحالفة مع واحدة أو أخرى. التواريخ قبل هذا الوقت غير مؤكدة.[1]
- 725 ق.م: تم ترك ثابوسوس واستقر مستوطني ثابوسوس في ميغارا هيبلايا
- 720 ق.م: أزالت كورينث الليبرونيين[الإنجليزية] من كورفو
- 719 ق.م: بولوديروس[الإنجليزية]، ملك إسبرطة، يُقتل على يد بوليمارخوس
- 716 ق.م: تأسيس ميلياي وضمها لـ زانكل
- 716 ق.م: وفقا للأسطورة: انتهى عهد هيراكليدس على ليديا عندما تم قتل كانداوليس[الإنجليزية]، والمعروف باسم ميرسوليس عند اليونانيين، من قبل جيجز بسبب غضب زوجته.
- 715 ق.م: تضم ليديا كولوفون ومغنيسيا مياندير وتحاصر سميرنا
- 712 ق.م: تتخلي ليديا عن حصار سميرنا وتضم أجزاء من ترود ومغنيسيا أد سيباليم
- 712 ق.م: كورنث تضم شبه جزيرة بيراكورا من ميغارا
- 707 ق.م: تأسيس تارانتو من قبل الدوريون
- 705 ق.م: تم ضم مضيق هيبالا إلى ميغارا هيبلايا
- 704 ق.م: كورنت تُعطي ساموس أربعة سفن
- 700 ق.م: تأسيس فاسيليس[الإنجليزية] من قبل الرودسيين
- 700 ق.م: ضم إريثريا (Erythra) إلي ريدجو كالابريا
- 699 ق.م: تأسيس ميتابونتو من قبل سيباريس وكروتوني
- 698 ق.م: تمت الإطاحة بـإيريكايس من قبل لنتيني
- 696 ق.م: تم احتلال ليفكيندي[الإنجليزية] من قبل خالكيذا
- 695 ق.م: تأسيس سيريس من قبل الإيونيين
- 691 ق.م: تأسيس أنتاندريس واحتلالها من قبل ميتيليني
- 690 ق.م: فيدون[الإنجليزية]، يُصبح طاغية آرغوس
- 689 ق.م: تم تأسيس جيلا من قبل الكريت وروديانس
- 688 ق.م: احتلال أربياس من قبل ميثيمنا، ميتيليني تعلن الحرب علي ميثيمنا
- 687 ق.م: تأسيس المكتب السنوي للأركون في أثينا. يمكن انتخاب أي مواطن أثيني إلى المكتب إذا كان لديه المؤهلات. انتخب كريون[الإنجليزية] أول أركون سنوي. (مؤرخ على أساس باوسانياس).
- 686 ق.م: تم الإستيلاء على ميثيمنا من قبل ميتيليني
- 686 ق.م: ميغارا تحصل على استقلالها من كورنث
- 685 ق.م: تبدأ الحرب الميسينية الثانية

## العصر العتيق المتأخر
- في عام 561 يصعد بيزيستراتوس إلى الحكم في أثينا لأول مرة
- في عام 555 يتم طرد بيزيستراتوس بواسطة ليكورجوس الذي يقود النبلاء
- في عام 549 استعاد بيزيستراتوس الحكم بمساعدة ميجاكليس
- في عام 546 يتم أسر كرزوس، ملك ليديا الثرى، في سارديس بواسطة الفرس
- في عام 542 طرد بيزيستراتوس الذي كون ثروة من مناجم تراقيا
- في عام 532 يستعيد بيزيستراتوس الحكم عن طريق تيسالى وليجداميس حاكم ناكسوس
- في عام 527 توفى بيزيستراتوس، ليخلفه أبناءه هيبياس وهيبارخوس
- في عام 525 يستولى قمبيز الثانى الفارسى، ابن كورش الأكبر، على مصر
- في عام 515 يصبح هيبياس الحاكم الأوحد بعد وفاة هيبارخوس
- في عام 508 يجبر هيبياس على مغادرة أثينا
- في عام 507 يصعد المصلح اليونانى كلايستينيس إلى الحكم، ويعزز الديمقراطية
- في عام 490 يهزم تيميستوكلس وميلتياديس الأثينيان داريوس في ماراثون، وفيديبيديس يسرع بالأنباء
- في عام 484 إسخيلوس كاتب مسرحى

## يونان العصر الكلاسيكي
العصر الكلاسيكى (480 ق.م. – 323 ق.م.)
- في عام 480 ليونيداس، إسبرطى، يضحي بثلاثمائة (الثقافة الشائعة تخطئ في تقديرهم بثلاثمائة إسبرطى ولكنهم كانوا ثلاثة آلاف يونانيون آخرون) في معركة ثيرموبيلا حتى تتمكن القوة الرئيسية من الهرب، يقود الفرس خشايارشا ابن داريوس .
- في عام 480 بالتزامن مع معركة ثيرموبيلا، يتقاتل اليونانيون والفرس حتى التعادل في معركة آرتيمسيوم البحرية .
- في عام 480 معركة سلاميس – يخدع تيميستوكلس، الجنرال اليوناني، الفرس عند خليج سلاميس، يعود خشايارشا منهزما تاركا مكانه ماردونيوس.
- في عام 479 يهزم الجنرال اليوناني باوسانياس ماردونيوس في معركة بلاتيا.
- في عام 479 تحرر معركة ميكالي المستعمرات اليونانية في آسيا . بعد معركة سلاميس، تؤسس أثينا الاتحاد الديلي، خزانة الدولة على جزيرة ديلوس، اتحاد المدن حول بحر إيجة. كان من المفترض أن يكون اتحاد دفاعي حربي ضد الفرس ولكن تحول لإمبراطورية، تجمع الجزية وتقرر سياسة الشركاء . تشكل إسبرطة اتحاد بيلوبونيسوس المنافس .
- 476- 462 ينتخب كيمون جنرالا كل سنة، كان منتصرا على الفرس ثم أخضع الاتحاد الديلي عسكريا .
- في عام 474 , ينتقل الشاعر اليوناني بيندار إلى ثيفا من البلاط الملكي في سرقوسة .
- في عام 471 ينبذ تيميستوكلس
- في عام 468 , يفوز المشرع اليوناني سوفوكلس على إسخيلوس في جائزة أثينا .
- في عام 461 ينبذ كيمون .
- في عام 457 يبدأ رجل الدولة الأثيني بيريكلس العصر الذهبي، تعلم على يد أناكساجوراس الذي آمن بالكون الثنائي والذرات .
- في عام 456 يتوفى إسخيلوس .
- في عام 449 يكتب المؤرخ اليوناني هيرودوت تاريخ الحرب اليونانية-الفارسية من 490 إلى 479 .
- في عام 448 يعيد كل من المعماريان اليونانيان اكتينوس وكاليكراتيس بناء الأكروبوليس بعد التدمير الفارسي .
- في عام 441 يفوز المشرع اليوناني يوريبيديس بجائزة أثينا .
- في عام 440 , يعتقد الفيلسوف اليوناني هيراكليتوس أن كل شيء متغير .
- في عام 435 , أكمل النحات اليوناني فيدياس تمثال زيوس في إليس، إحدى عجائب الدنيا السبع .
- في عام 433 تتحالف كورنث وإسبرطة وميجارا وايجينا في مقابل كورفو وأثينا وريجيوم وليونتيني .
- في عام 432 ينتهى العصر الذهبى، تحاصر أثينا تحت قيادة بيريكلس بوتيديا (معركة بوتيديا), تعلن كورفو الحرب على كورنث (معركة سيبوتا).
- في عام 431 تخطط إسبرطة بقيادة أرخيداموس لتدمير أثينا وبالتالي تبدأ الحرب البيلوبونيسية.
- في عام 431 يعتقد الطبيب اليوناني إيمبيوكلس أن الجسد له أربع طبائع .
- في عام 430 , تفشل مهمة السلام بواسطة أثينا، عام الطاعون الدبلي، لا تأخذ إسبرطة أي سجناء .
- في عام 430 , يعتقد الفيلسوف اليوناني ليوسيبوس أن كل حدث طبيعي له سبب طبيعي . ظهور الطاعون الأثيني في أثينا .
- في عام 429 , يفوز الأميرال الأثيني في معركة كالسيس .
- في عام 429 , يموت بيريكلس بالطاعون الأثيني، ربما التيفود أو الطاعون الدبلي .
- في عام 429 , يعتقد الطبيب اليوناني أن الأمراض لها أسباب جسدية .
- في عام 428 , يولد أفلاطون.
- في عام 428 , تمرد ميتيليني، المدينة الرئيسية في ليسبوس .
- في عام 427 , يموت أرخيداموس الثاني
- في عام 427 , تستسلم ميتيليني لأثينا، وتستسلم بلاتايا لأثينا .
- في عام 427 , يفوز المشرع اليوناني أريستوفان بجائزة أثينا .
- في عام 426 ينشط كل من الجنرال الأثيني ديموستيني والقائد الأثيني كليون القوات الأثينية، ويضعان خطط جريئة يعارضها نيكياس.
- في عام 425 , يعرقل الأسطول الأثيني البحرية الإسبرطية عند خليج نافارين، استقالة نيكياس .
- في عام 424 , تطرد سرقوسة الأثينيين .
- في عام 424 , يسحق باجونداس الطيبى الجيش الأثينى في معركة ديليوم، يقوم براسيداس الجنرال الإسبرطى بحملة ناجحة، ينفى كليون ثوسيديديس لمدة عشرون عاما بسبب وصوله متأخرا .
- في عام 422 , يتقابل كليون وبراسيداس خارج أمفيبوليس، قتل كل منهما (معركة أمفيبوليس).
- في عام 421 , تضع اتفاقية نيكياس للسلام نهاية مؤقتة للحرب، لكن يقوم ألكيبياديس ابن شقيق بيريكلس بعمل تحالف ضد إسبرطة .
- في عام 420 , يواجه الاتحاد الرباعي (أثينا – أرجوس – مانتينيا - إليس) اتحاد (إسبرطة – بيوتيا).
- في عام 429 , يهاجم أجيس، ملك إسبرطة، أرجوس، ويعقد معاهدة .
- في عام 418 , تعطي معركة مانتيا، أعظم معركة برية في الحرب، النصر لصالح إسبرطة على أرجوس، تنهار معاهدة السلام، وينهار التحالف .
- في عام 416 , يعود ألكيبياديس للحكم .
- في عام 416 , مذبحة سكان ميلوس .
- في عام 414 , يقتل القائد العسكري الأثيني لاماخوس في سرقوسة .
- في عام 413 , يقتل كل من نيكياس وديموستيني في سرقوسة .
- في عام 412 , يطرد ألكيبياديس من إسبرطة، ويتآمر للعودة إلى أثينا .
- في عام 411 , نهاية الديمقراطية في أثينا على يد أنتيفون .
- في عام 410 , بعد نجاحات عديدة، يرفض الزعيم الأثيني كليوفون عروض السلام من جانب إسبرطية .
- في عام 409 , يعاد الإستيلاء على بيزنطة على يد ألكيبياديس لصالح أثينا .
- في عام 408 , يدخل ألكيبياديس اثينا منتصرا . يبني ليزاندر، القائد الإسبرطي، أسطولا في إفسوس .
- في عام 407 , يبدأ ليزاندر في تدمير الأسطول الأثيني . يجرد ألكيبياديس من السلطة .
- في عام 406 , يخسر القائد البحري الإسبرطي معركة أرجينوسا على ضوء حصار ميناء ميتيليني . تطلب إسبرطة السلام ولكن كليوفون يرفض .
- في عام 405 , يستولى ليزاندر على الأسطول الأثيني . يحاصر الملك الإسبرطي باوسانياس أثينا . إعدام كليوفون . تطلب كل من كورنث وثيفا تدمير أثينا .
- في عام 404 , تستسلم أثينا، مقتل كل من ثيرامينيس وألكيبياديس .
- في عام 401 , يترك المؤرخ اليوناني ثوسيديديس تقريرا عن عصر بيريكلس الذهبي والحرب البيلوبونيسية .
- في عام 399 , يحكم على الفيلسوف اليوناني سقراط بالإعدام بتهمة إفساد الشباب .
- في عام 387 , انتهاء اتفاقية أنتاسيداس للسلام بين اليونانيين والفرس .
- في عام 347 , وفاة الفيلسوف اليوناني أفلاطون مؤسس الأكاديمية.
- في عام 342 , يبدأ الفيلسوف اليوناني أرسطو في التدريس لإسكندر ابن فيليب المقدونى .
- في عام 338 , يهزم فيليب المقدونى أثينا وثيفا في خايرونيا، وينشئ حلف كورينثين .
- في عام 336 يخلف الإسكندر والده الذي اغتيل على يد باوسانياس الأورستي .
- في عام 333 , يهزم الإسكندر الفرس في معركة إسوس. هروب داريوس الثالث.
- في عام 332 , يفتح الإسكندر مصر.
- في عام 331 , معركة جوجاميلا . ينهي الإسكندر الأسرة الأخمينيدية ويستولي على الإمبراطورية الفارسية .
- في عام 330 , يطور الفيلسوف اليوناني ديموقرطوس النظرية الذرية، ويعتقد في السبب والضرورة، لا شيء يأتي من لا شيء .
- في عام 329 , يفتح الإسكندر سمرقند.
- في عام 327 , يغزو الإسكندر الهند الشمالية لكن جيشه يجزع ويرفض الإستمرار شرقا .

## اليونان الهلينستية
الحقبة الهلينستية (323 ق.م. – 146 ق.م.)
- في عام 323 , وفاة الإسكندر، يتنافس جنرالات الإسكندر على السلطة فيما يعرف بحروب الديادوكي (حروب خلفاء الإسكندر): أنتيجونوس - مقدونيا، أنتيباتير – مقدونيا، سلقوس – بابيلون وسوريا، بطلميوس – مصر، إيومينيس – مقدونيا، ليسيماخوس ولاحقا يتنافس أيضا ليسيماخوس وكاساندر ابن أنتيباتر على السلطة .
- 323 – 322 , الحرب اللمومية.
- 322 – 320 , حرب الديادوكي الأولى .
- 320 , اتفاق تريباراديسوس .
- 320 – 311 , الحرب الديادوكي الثانية .
- في عام 316 , يحصل الكاتب المسرحي اليوناني ميناندر على جائزة أثينا .
- في عام 310 , يؤسس زينزن الرواقي المدرسة الرواقية في أثينا .
- في عام 307 , يؤسس إبيقور مدرسته الفلسفية في أثينا .
- في عام 301 , معركة إبسوس.
- في عام 300 , ينشر عالم الرياضيات اليوناني أقليدس أصول أقليدس الذي يعالج كل من الهندسة ونظرية الأرقام .
- في عام 295 , تقع أثينا في يد ديميتريوس، مقتل لاخاريس .
- 280 – 275 , الحرب البيرهية .
- في عام 281 , إنشاء اتحاد إيخيان .
- في عام 279 , الغزو الغالي للبلقان.
- 274 – 271 , الحرب السورية الأولى .
- 267 – 262 , الحرب الخريمونيدية .
- في عام 265 , يطور عالم الرياضيات اليوناني أرخميدس الطنبور (المضخة), والكثافة النوعية، ومركز الثقل مما يعجِل باكتشاف التكامل .
- 260 – 253 , الحرب السورية الثانية .
- 246 – 241 , الحرب السورية الثالثة .
- 219 – 217 , الحرب السورية الرابعة .
- 214 – 205 , الحرب المقدونية الأولى.
- 203 – 200 , الحرب السورية الخامسة .
- 200 – 196 , الحرب المقدونية الثانية.
- 192 – 188 , الحرب السورية – الرومانية .
- 172 – 167 , الحرب المقدونية الثالثة.
- 170 – 168 , الحرب السورية السادسة .
- 150 – 148 , الحرب المقدونية الرابعة.